# Cryptanthus felixii
Espèce
Cryptanthus felixii est une espèce de plantes à fleurs de la famille des Bromeliaceae, endémique du Brésil et décrite en 2007 par les botanistes brésiliens José Alves de Siqueira Filho et Elton Leme.

## Distribution
L'espèce est endémique du Nord-Ouest du Brésil, notamment présente dans les États d'Alagoas et Pernambouc.

## Description
Selon la classification de Raunkier, l'espèce est hémicryptophyte.